# Schamfrist
Eine Schamfrist bezeichnet laut Duden einen Zeitraum, den jemand nach bestimmten Ereignissen verstreichen lässt, aus taktischen Gründen, aus tatsächlicher Rücksichtnahme oder des besseren Eindrucks wegen, ehe er weitere Maßnahmen ergreift und damit gegebenenfalls seine wirklichen Absichten offenlegt.
Im Zusammenhang mit Politik oder Parteientaktik fällt der Begriff meist, wenn nach kurzer Zeit eine gegenteilige Meinung oder Haltung vertreten wird, beispielsweise nach einer Wahl zu früheren Koalitionsaussagen.
Außerhalb der Politik wird der Begriff beispielsweise für eine Wiederverheiratung nach einem Todesfall oder für geschäftliche Aktivitäten mit den Trauernden verwendet.
Im Bereich der Wirtschaft wird der Begriff verwendet, wenn nicht einklagbare Zusagen kurze Zeit später durch gegenteiliges Handeln gebrochen werden.
Im Bereich der Justiz wird mit dem Begriff beispielsweise eine definierte Zeitspanne beschrieben, die ein Richter a. D. einzuhalten hat, bevor er wieder als Rechtsanwalt arbeiten darf, um Interessenkonflikte auszuschließen.